# Joe Choynski
Joseph Bartlett Choynski (São Francisco, 8 de novembro de 1868 - Cincinatti, 24 de janeiro de 1943) foi um grande pugilista americano peso-pesado.

## Biografia
Filho de imigrantes polacos, Choynski nasceu em São Francisco e iniciou sua carreira profissional no boxe em 1888, aos 20 anos de idade.
Era um homem franzino, em relação aos seus adversários, pois raramente pesava mais do que 80 kg. No entanto, era um lutador bastante agressivo e respeitado por seus oponentes.
Seu soco era extremamente potente, tanto que o grande campeão James Jeffries chegou a relatar que o pior golpe que ele recebera em toda sua carreira havia acontecido em uma luta contra Joe Choynski.
Conterrâneo de James Corbett era Choynski. Choynski e Corbett disputaram uma emocionante luta em 1889, quando ambos ainda estavam iniciando suas carreiras. A luta durou 27 assaltos, terminando com Choynski nocauteado.
Em 1891, Choynski viajou até Sydney, na Austrália, a fim de tentar tirar de Joe Goddard o título de campeão australiano dos pesos-pesados. Choynski foi nocauteado no 4º assalto e Goddard manteve o cinturão.
Um ano mais tarde, Choynski conseguiu nocautear o lendário pugilista negro canadense George Godfrey, que à época já estava com uma idade avançada de 39 anos.
Mesmo sem nunca ter conseguido chegar ao topo, Choynski deu muito trabalho a futuros campeões mundiais, tais como James Jeffries, Marvin Hart e Jack Johnson, além do já citado James Corbett.
Contra Jeffries, em 1897, Choynski forçou um empate, em uma luta de 20 assaltos, na qual Jeffries teve sua boca toda arrebentada. Sete anos mais tarde, Jeffries se tornaria campeão dos pesos-pesados.
Menos sorte ainda teve Johnson, que em início de carreira, foi nocauteado por Choynski no 3º assalto, em uma luta programada para durar vinte rounds. Choynski e Johnson depois vieram a se tornar bons amigos.
Apesar de não ter sido um campeão, em 1998, Joe Choynski foi incluído na galeria dos maiores boxeadores de todos os tempos, tendo seu nome imortalizado no International Boxing Hall of Fame.